# Philippe Felgen
Philippe Felgen (8 oktober 1975) is een voetbaldoelman uit Luxemburg, die sinds de zomer van 2010 onder contract staat bij CS Pétange.

## Clubcarrière
Felgen speelde in zijn vaderland eerder voor Jeunesse Esch, F91 Dudelange, Etzella Ettelbruck en Progrès Niedercorn.

## Interlandcarrière
Felgen kwam acht keer uit voor de Luxemburgse nationale ploeg in de periode 1998-1999. Hij maakte zijn debuut op 5 juni 1998 in een vriendschappelijke wedstrijd in Mannheim tegen Duitsland, die met 7-0 verloren ging. Zijn laatste interland speelde hij op 10 oktober 1999 in Sofia tegen Bulgarije (3-0). Hij was bij de nationale ploeg de opvolger van Paul Koch.

## Erelijst
- Landskampioen

1996, 1997, 1998, 1999, 2002
- Beker van Luxemburg

1997, 1999, 2000, 2004
- Monsieur Football

1998